# Marina di Maratea
Marina di Maratea is een plaats (frazione) in de Italiaanse gemeente Maratea.